# ملعب بلدية دي سان فيليبي
ملعب بلدية دي سان فيليبي (بالإنجليزية: Estadio Municipal de San Felipe)‏ هو ملعب كرة قدم يقع في سان فيليبي، تشيلي، يتسع لـ 12,000 متفرج. هو الملعب الرسمي لفريق أونيون سان فيليبي.

## التاريخ
افتتح الملعب في 1958.